# C.A. Rosetti (gmina w okręgu Tulcza)
C.A. Rosetti – gmina w Rumunii, w okręgu Tulcza. Obejmuje miejscowości Cardon, C.A. Rosetti, Letea, Periprava i Sfiștofca. W 2011 roku liczyła 910 mieszkańców. Nazwa gminy została nadana na cześć rumuńskiego XIX-wiecznego polityka Constantina Alexandru Rosettiego.